# Florence de Rome
Florence de Rome est une romance anglaise médiévale et chevaleresque, également une chanson de geste publiée dans le premier quart du XIIIe siècle, et composée entre 1228 et 1231. Elle comprend 6410 vers et met en scène une héroïne innocente et persécutée. La chanson est en général catégorisée comme appartenant au cycle de romans Crescentia en raison de deux traits communs : l'héroïne est accusée par son beau-frère, après une tentative de séduction, et l'histoire se termine avec sa renommée en tant que guérisseuse qui ramène à elle tous ses persécuteurs.

## Synopsis
Florence, fille du roi Othon de Rome, rejette Garcile, le roi de Constantinople, en raison de son âge. Garcile attaque Rome et Mylys et Emere, les fils du roi de Hongrie, viennent à son aide. Emere et Florence tombent amoureux et se fiancent, mais en son absence, Mylys tente de la séduire, et Florence l'emprisonne, puis le libère lorsque son frère revient. Il l'attaque à nouveau en forêt. Elle est emmenée dans un refuge, mais un autre prétendant repoussé tue la fille de son hôte et accuse Florence ; elle est de nouveau exilée, victime de persécutions, mais trouve refuge dans un couvent où elle devient célèbre en tant que guérisseuse. Tous ses persécuteurs viennent finalement se faire soigner et sont poussés à se confesser avant qu'elle ne leur prodigue les soins. 

## Le cycleCrescentia
Le cycle Crescentia met en scène des femmes qui subissent des épreuves et des malheurs, semblables à ceux d'Emaré (en) de Constance, et Griselda, personnages types dans la romance chevaleresque. Cette histoire se distingue, parmi toutes les autres histoires, par son début qui met en scène le beau-frère s'approchant d'elle avec des offres d'amour et la fin du roman se terminant sur ses activités renommées en tant que guérisseuse auprès de tous ses persécuteurs. On compte plus de cent versions différentes de l'histoire, du XIIe au XIXe siècle. Les Gesta Romanorum en comportent une version. Nombre de ces versions intègrent une composante miraculeuse, ce qui conduit à leur transformation en miracles de la Vierge. Le thème du dépit amoureux et du beau-frère prétendant déçu classe ce roman parmi ceux qui n'utilisent pas le motif du conte de fée typique, avec une belle-mère malfaisante, mais plutôt présentation du point de vue de l'héroïne de la romance.
Les versions présentant le point de vue de Florence sont notablement moins pieuses, plus romantiques et martiales. Il y a sept versions connues : les versions anglaises, cinq françaises et une espagnole. La version anglaise porte l'accent sur la justice divine dans le cours de l'action et souligne son caractère religieux en préservant la virginité de l'héroïne, non par une broche magique, mais par une prière à la Vierge.
L'histoire semble être également influencée par le roman Le Roi de Tarse (en), où le royaume de l'héroïne est également attaqué par un prétendant repoussé. Dans ce cas, la réticence vient de sa religion païenne et l'œuvre est plus systématiquement religieuse.
Alors qu'Emaré souffre à cause de sa méchante belle-mère, l'accusant de porter en son sein des animaux, son histoire a de nombreux points communs avec celle de Florence : les deux femmes sont réputées pour leur beauté et leurs magnifiques vêtements, les deux sont mal vues en raison de ces atours et de leur beauté, et elles souffrent non pas pour leur instruction, étant des modèles de vertu, mais afin de démontrer la providence de Dieu.
Comme dans de nombreuses variantes, un personnage ou deux provient de la Hongrie ; on peut entrevoir aussi l'influence de la légende de sainte Élisabeth de Hongrie.
L'histoire en elle-même remonte à une ancienne complainte en vieil anglais, The Wife's Lament ; cependant, parce que la femme elle-même se plaint uniquement de ses parents malveillants, et non d'un beau-frère spécifique, il est impossible de confirmer que ce texte en soit la source. Des tentatives similaires ont été réalisées pour relier l'histoire au cycle de Constance, et elle présente des similitudes aussi bien avec des contes comme Emaré et Vitae duorum Offarum, du cycle Crescentia.

## Postérité
Florence de Rome est citée par Christine de Pizan dans la partie II de La Cité des dames comme l'exemple d'une dame remarquable pour sa chasteté.